# Nick Cogley
Nick Cogley, nato Nicholas P.J. Cogley (New York, maggio 1869 – Santa Monica, 20 maggio 1936), è stato un attore, regista e sceneggiatore statunitense.

## Filmografia

### Attore
- The Sanitarium, regia di Tom Santschi - cortometraggio (1910)
- A Tale of the Sea, regia di Francis Boggs - cortometraggio (1910)
- The Herders, regia di Francis Boggs - cortometraggio (1911)
- Stability vs. Nobility, regia di Hobart Bosworth - cortometraggio (1911)
- Where There's a Will, There's a Way, regia di Francis Boggs - cortometraggio (1911)
- The New Faith, regia di Hobart Bosworth - cortometraggio (1911)
- The Profligate, regia di Francis Boggs - cortometraggio (1911)
- Slick's Romance, regia di Francis Boggs - cortometraggio (1911)
- Their Only Son, regia di Francis Boggs - cortometraggio (1911)
- In the Shadow of the Pines, regia di Hobart Bosworth - cortometraggio (1911)
- Out-Generaled, regia di Francis Boggs - cortometraggio (1911)
- On Separate Paths, regia di Francis Boggs - cortometraggio (1911)
- Captain Brand's Wife, regia di Francis Boggs - cortometraggio (1911)
- Old Billy, regia di Francis Boggs - cortometraggio (1911)
- The New Superintendent, regia di Francis Boggs - cortometraggio (1911)
- The Convert of San Clemente, regia di Hobart Bosworth - cortometraggio (1911)
- A Diamond in the Rough, regia di Francis Boggs - cortometraggio (1911)
- A Modern Rip, regia di Hobart Bosworth - cortometraggio (1911)
- The Peacemaker, regia di Francis Boggs - cortometraggio (1912)
- The Test, regia di Frank Montgomery - cortometraggio (1912)
- A Mysterious Gallant, regia di Frank Montgomery - cortometraggio (1912)
- Disillusioned, regia di Hobart Bosworth - cortometraggio (1912)
- The Shrinking Rawhide, regia di Frank Montgomery - cortometraggio (1912)
- The Ace of Spades, regia di Colin Campbell - cortometraggio (1912)
- The 'Epidemic' in Paradise Gulch, regia di Frank Montgomery - cortometraggio (1912)
- The Ones Who Suffer, regia di Colin Campbell - cortometraggio (1912)
- The Hobo, regia di Hobart Bosworth - cortometraggio (1912)
- Tenderfoot Bob's Regeneration, regia di Frank Montgomery - cortometraggio (1912)
- The End of the Romance, regia di Frank Montgomery - cortometraggio (1912)
- The New Woman and the Lion, regia di Colin Campbell - cortometraggio (1912)
- Brains and Brawn, regia di Fred Huntley - cortometraggio (1912)
- The Lost Hat, regia di Frank Montgomery - cortometraggio (1912)
- A Child of the Wilderness, regia di Hobart Bosworth - cortometraggio (1912)
- The Captain of the 'Nancy Lee', regia di Frank Montgomery - cortometraggio (1912)
- Pansy, regia di Fred Huntley - cortometraggio (1912)
- The Man from Dragon Land, regia di Fred Huntley - cortometraggio (1912)
- In the Tents of the Asra, regia di Hobart Bosworth - cortometraggio (1912)
- Monte Cristo, regia di Colin Campbell - cortometraggio (1912)

- Pedro's Dilemma, regia di Mack Sennett (1912)
- Mabel's Heroes, regia di George Nichols (1913)
- Passions, He Had Three, regia di Henry Lehrman - cortometraggio (1913)
- A Bandit, regia di Mack Sennett - cortometraggio (1913)
- Peeping Pete, regia di Mack Sennett - cortometraggio (1913)
- Peanuts and Bullets, regia di Nick Cogley (1915)
- Il vile (The Coward), regia di Reginald Barker e Thomas H. Ince (1915)
- Inside the Lines, regia di David Hartford (1918)
- Toby's Bow, regia di Harry Beaumont (1919)
- Il fantasma nella tempesta (Jes' Call Me Jim), regia di Clarence G. Badger (1920)
- Il vecchio nido (The Old Nest), regia di Reginald Barker (1921)
- Beating the Game, regia di Victor Schertzinger (1921)
- Rosa d'Irlanda (Abie's Irish Rose), regia di Victor Fleming (1928)

### Regista
- Peanuts and Bullets (1915)

### Sceneggiatore
- Peanuts and Bullets, regia di Nick Cogley (1915)